# Campionat britànic de trial
El Campionat britànic de trial (en anglès: British Trials Championship), regulat per la federació britànica de motociclisme, Auto-Cycle Union (ACU), és la màxima competició de trial que es disputa al Regne Unit.
Es disputa des de fa dècades, molt abans que el Campionat del món, essent el campionat estatal més antic d'aquest esport després del d'Irlanda. Entre els anys 60 i 80 gaudí de molt de prestigi internacional, atès que hi competien els millors pilots del món, que aleshores eren gairebé tots britànics.

## Llista de guanyadors
A 10 de desembre de 2024
| Edició  | Temporada | Campió                            | Motocicleta                       |
| ------- | --------- | --------------------------------- | --------------------------------- |
| I       | 1950      | Jim Alves                         | Triumph                           |
| II      | 1951      | Bill Nicholson                    | BSA                               |
| III     | 1952      | Bill Nicholson                    | BSA                               |
| IV      | 1953      | Jeff Smith                        | BSA                               |
| V       | 1954      | Jeff Smith                        | BSA                               |
| VI      | 1955      | Gordon Jackson                    | AJS                               |
| VII     | 1956      | John Brittain                     | Royal Enfield                     |
| VIII    | 1957      | John Brittain                     | Royal Enfield                     |
| IX      | 1958      | Gordon Jackson                    | AJS                               |
| X       | 1959      | Sammy Miller                      | Ariel                             |
| XI      | 1960      | Sammy Miller                      | Ariel                             |
| XII     | 1961      | Sammy Miller                      | Ariel                             |
| XIII    | 1962      | Sammy Miller                      | Ariel                             |
| XIV     | 1963      | Sammy Miller                      | Ariel                             |
| XV      | 1964      | Sammy Miller                      | Ariel                             |
| XVI     | 1965      | Sammy Miller                      | Bultaco                           |
| XVII    | 1966      | Sammy Miller                      | Bultaco                           |
| XVIII   | 1967      | Sammy Miller                      | Bultaco                           |
| XIX     | 1968      | Sammy Miller                      | Bultaco                           |
| XX      | 1969      | Sammy Miller                      | Bultaco                           |
| XXI     | 1970      | Gordon Farley                     | Montesa                           |
| XXII    | 1971      | Gordon Farley                     | Montesa                           |
| XXIII   | 1972      | Malcolm Rathmell                  | Bultaco                           |
| XXIV    | 1973      | Martin Lampkin                    | Bultaco                           |
| XXV     | 1974      | Malcolm Rathmell                  | Bultaco                           |
| XXVI    | 1975      | Malcolm Rathmell                  | Montesa                           |
| XXVII   | 1976      | Malcolm Rathmell                  | Montesa                           |
| XXVIII  | 1977      | Rob Shepherd                      | Honda                             |
| XXIX    | 1978      | Martin Lampkin                    | Bultaco                           |
| XXX     | 1979      | Malcolm Rathmell                  | Montesa                           |
| XXXI    | 1980      | Martin Lampkin                    | SWM                               |
| XXXII   | 1981      | Malcolm Rathmell                  | Montesa                           |
| XXXIII  | 1982      | Yrjö Vesterinen                   | Bultaco                           |
| XXXIV   | 1983      | Steve Saunders                    | Armstrong                         |
| XXXV    | 1984      | Steve Saunders                    | Armstrong                         |
| XXXVI   | 1985      | Steve Saunders                    | Honda                             |
| XXXVII  | 1986      | Steve Saunders                    | Honda                             |
| XXXVIII | 1987      | Steve Saunders                    | Fantic                            |
| XXXIX   | 1988      | Steve Saunders                    | Fantic                            |
| XL      | 1989      | Steve Saunders                    | Fantic                            |
| XLI     | 1990      | Steve Saunders                    | Fantic                            |
| XLII    | 1991      | Steve Saunders                    | Beta                              |
| XLIII   | 1992      | Steve Saunders                    | Aprilia                           |
| XLIV    | 1993      | Steve Colley                      | Beta                              |
| XLV     | 1994      | Dougie Lampkin                    | Beta                              |
| XLVI    | 1995      | Steve Colley                      | Gas Gas                           |
| XLVII   | 1996      | Dougie Lampkin                    | Beta                              |
| XLVIII  | 1997      | Dougie Lampkin                    | Beta                              |
| XLIX    | 1998      | Dougie Lampkin                    | Beta                              |
| L       | 1999      | Dougie Lampkin                    | Beta                              |
| LI      | 2000      | Dougie Lampkin                    | Montesa HRC                       |
|         | 2001      | Suspès a causa de la febre aftosa | Suspès a causa de la febre aftosa |
| LII     | 2002      | Dougie Lampkin                    | Montesa HRC                       |
| LIII    | 2003      | Graham Jarvis                     | Sherco                            |
| LIV     | 2004      | Steve Colley                      | Gas Gas                           |
| LV      | 2005      | Graham Jarvis                     | Sherco                            |
| LVI     | 2006      | Graham Jarvis                     | Sherco                            |
| LVII    | 2007      | Graham Jarvis                     | Sherco                            |
| LVIII   | 2008      | Graham Jarvis                     | Sherco                            |
| LIX     | 2009      | James Dabill                      | Gas Gas                           |
| LX      | 2010      | James Dabill                      | Gas Gas                           |
| LXI     | 2011      | James Dabill                      | Beta                              |
| LXII    | 2012      | James Dabill                      | Beta                              |
| LXIII   | 2013      | Michael Brown                     | Gas Gas                           |
| LXIV    | 2014      | James Dabill                      | Beta                              |
| LXV     | 2015      | James Dabill                      | Vertigo                           |
| LXVI    | 2016      | James Dabill                      | Vertigo                           |
| LXVII   | 2017      | Jack Price                        | Gas Gas                           |
| LXVIII  | 2018      | James Dabill                      | Beta                              |
| LXIX    | 2019      | Jack Price                        | Gas Gas                           |
| LXX     | 2020      | Iwan Roberts                      | TRRS                              |
| LXXI    | 2021      | Toby Martyn                       | TRRS                              |
| LXXII   | 2022      | Toby Martyn                       | TRRS                              |
| LXXIII  | 2023      | Jack Peace                        | Sherco                            |
| LXXIV   | 2024      | Harry Hemingway                   | Beta                              |

## Estadístiques

### Campions amb més de 3 títols
A 10 de desembre de 2024
| Pilot            | Títols |
| ---------------- | ------ |
| Sammy Miller     | 11     |
| Steve Saunders   | 10     |
| James Dabill     | 8      |
| Dougie Lampkin   | 7      |
| Malcolm Rathmell | 6      |
| Graham Jarvis    | 5      |